# Iain Couzin
Iain Couzin (geb. 1974 in Edinburgh, Schottland) ist ein britischer Biologe, der auf theoretische Biologie und die Anwendung mathematischer Modellierung für die Analyse von Tierverhalten spezialisiert ist. Er ist Professor für Biodiversity and Collective Behaviour an der Universität Konstanz und einer von drei Direktoren des Max-Planck-Instituts für Verhaltensbiologie in Radolfzell am Bodensee.
Durch seine Forschung will er grundlegende Verhaltensmuster erkennen und verstehen, die für die Evolutionsgeschichte einer ganzen Reihe von Tierarten, wie etwa Insekten, Fischen und Primaten, verantwortlich sind.

## Beruflicher Werdegang
Couzin erwarb einen B.Sc. in Biologie an der University of St Andrews und 1999 einen Ph.D. an der University of Bath bei Professor Nigel R. Franks. Von 2000 bis 2002 forschte er als Postdoc an der University of Leeds. Zwischen 2002 und 2007 hatte er verschiedene Positionen an der University of Oxford inne, sowohl im Fachbereich Zoologie wie auch im Centre for Mathematical Biology. und arbeitete zugleich zeitweise als Postdoc in der Abteilung für Ökologie und Evolutionsbiologie an der Princeton University in den USA.
Von November 2007 bis 2013 war Couzin Assistant Professor und bis Januar 2015 Full Professor in der Abteilung für Ökologie und Evolutionsbiologie an der Princeton University. Im Februar 2015 wechselte er an die Universität Konstanz. Hier wurde Couzin am damaligen Max-Planck-Institut für Ornithologie eine Leitungsposition übertragen. An dem seit 2019 umbenannten Max-Planck-Institut für Verhaltensbiologie ist er für die Forschungsabteilung Kollektivverhalten zuständig.

## Forschung
Seine Forschung zielt darauf ab, durch Erkenntnisse über die Verhaltensweisen von Tieren zu verstehen, wie Kollektivverhalten unter Tieren entsteht. Dazu verwendet er verschiedene Methoden, wie Feldforschung, Computersimulation, Laborexperimente und mathematische Modellierung. Durch seine Forschung wurde gezeigt, warum Wanderheuschrecken sich zu großen Schwärmen zusammenschließen, oder wie Ameisen durch die Formation von Verkehrsbahnen ihre Bewegungen optimieren und damit Staus vermeiden.
Studien aus seinen Forschungsprojekten  veröffentlicht Couzin regelmäßig in Fachjournalen. Bis Mitte 2020 war er an der Veröffentlichung von über 220 Publikationen beteiligt. Diese wurden bisher mehr als 14.000 Mal zitiert.
Über die Ergebnisse seiner Forschungsprojekte wird auch in den Massenmedien berichtet, wie etwa in der New York Times, im Time Magazine, bei der BBC, in Wired und dem Nachrichtenmagazin Der Spiegel.

### Kollektives Verhalten
In seiner Forschung stellte Couzin wiederholt fest, dass kollektives Verhalten von gemeinsam getroffenen Entscheidungen innerhalb einer Tiergruppe abhängt. Eine Theorie sagt voraus, dass Faktoren wie ungleiche Dominanz-Hierarchien und soziale Macht einen Einfluss auf die Entscheidungsfindung haben. Deshalb können Untersuchungen darüber, wie eine Gruppe eine Konsensentscheidung erreicht, Aufschluss über die Evolution von komplexen sozialen Gruppen geben. Durch GPS-Tracking von Tieren in der freien Wildbahn werden zum Beispiel Bewegungsdaten darüber erhoben, welches Tier wann, wohin und mit wem unterwegs ist. Darüber hinaus untersucht Couzin den Vorteil der Synchronisation auf die funktionelle Komplexität von Gruppen.

### Demokratisches Verhalten in der Tierwelt
In der Tierwelt findet man Beweise für demokratisches Verhalten beispielsweise unter Gruppen von Ameisen, Rothirsche oder Makaken. Sind verschiedene Interessen bei individuellen Tieren vorhanden, hängt der Erfolg der Konsensfindung vom Prozess der Konfliktlösung ab, bei dem bestimmte Gruppenmitglieder als Vermittler fungieren. Diese Beobachtung gilt sowohl für Tiergruppen wie auch unter Menschengruppen.

## Auszeichnungen
- 2008 Searle Scholar Award[21]
- 2010 Brilliant 10 Award, Popular Science[22]
- 2012 National Geographic Emerging Explorer Award[23]
- 2013 Scientific Medal of the Zoological Society of London[24]
- 2018, 2019, 2020, 2021 Liste der weltweit meistzitierten Forscher (Global Highly Cited Researchers), basierend auf dem Web of Science von Clarivate Analytics[6][25]
- 2019 Lagrange-Preis der CRT-Stiftung für herausragende Leistungen in Komplexitätstheorie[26]
- 2022 Gottfried Wilhelm Leibniz-Preis
- 2025 Mitglied der Royal Society